# Sigmodontomys
Genre
Sigmodontomys est un genre de rongeur de la famille des Cricétidés.

## Liste des espèces
Selon ITIS (9 janvier 2017) :
- Sigmodontomys alfari J. A. Allen, 1897
- Sigmodontomys aphrastus (Harris, 1932)